# 藩士
藩士是对日本江户时代的从属、侍奉各藩的武士的称呼。

## 定義
「藩士」分为上士、下士等不同等級，而且武士以外的足轻和介於两者之间者、亦即不具“士格”的人们也包含在内，因此不應認定“藩士即為武士”。实际上藩士即概括所有具備「藩籍」的人士，而通常藩士用於指代擁有“士格”的人。

## 實用
江户时代初期，藩士常指担当军役的士兵，至江户时代中后期，更常用於指稱官员。江户时代的藩士不以“藩士”自称，藩士自报姓名时不会稱呼自己是「藩士」，而會稱呼自己是屬於某個家族的家臣。對於像「萨摩藩」和「长州藩」一样以國名为藩名的藩，藩士之名可用以通稱；而对于如「桑名藩」等并非以国名作为藩名者，不宜使用藩士作为通稱。